# Livio Trapè

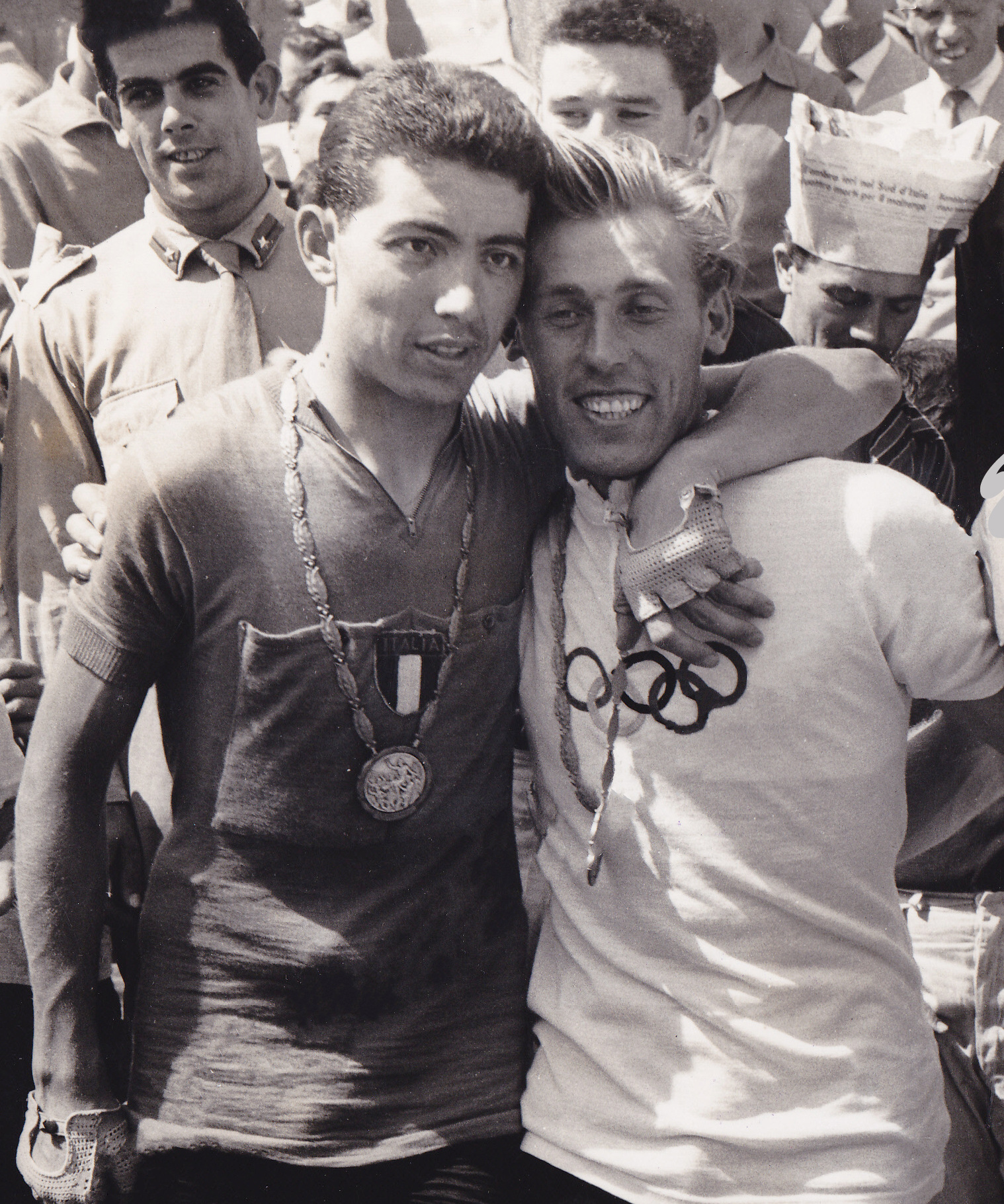
Livio Trapè (l.) met Viktor Kapitonov (r.) bij de Olympische Zomerspelen 1960 in Rome.

Livio Trapè (Montefiascone, 26 mei 1937), is een voormalig Italiaans wielrenner.

## Carrière
Trapè won tijdens de Olympische Zomerspelen 1960 in eigen land samen met zijn ploeggenoten de gouden medaille op de 100 kilometer ploegentijdrit. In de wegwedstrijd won Trapè de zilveren medaille. In 1961 won hij zijn eerste, en enige, profwedstrijd; de Ronde van Campanië. In 1962 werd hij tweede in de Ronde van Lombardije. De Nederlander Jo de Roo versloeg de Italiaan na een koers van meer dan zeven uur in een sprint-a-deux om de zege.

## Palmares
| Jaar | WK | Olympische Zomerspelen        |
| ---- | -- | ----------------------------- |
| 1960 |    | ploegentijdrit · wegwedstrijd |

1959
12e etappe (deel B) Vredeskoers
1961
Ronde van Campanië

#### Resultaten in voornaamste wedstrijden
| Jaar | Ronde van Italië | Ronde van Frankrijk | Ronde van Spanje |
| ---- | ---------------- | ------------------- | ---------------- |
| 1961 |                  |                     |                  |
| 1962 | opgave           |                     |                  |
| 1963 |                  |                     |                  |
| 1964 | opgave           |                     |                  |
| 1965 |                  |                     |                  |
| 1966 |                  |                     | 45e              |

| Jaar | Milaan-San Remo | Ronde van Lombardije |
| ---- | --------------- | -------------------- |
| 1961 | 73e             |                      |
| 1962 | 64e             | Zilver               |
| 1963 |                 |                      |
| 1964 |                 |                      |
| 1965 |                 |                      |
| 1966 |                 |                      |

1960: Trapè, Bailetti, Cogliati, Fornoni ·
1964: Zoet, Dolman, Karstens, Pieterse ·
1968: Zoetemelk, Den Hertog, Krekels, Pijnen ·
1972: Jardi, Komnatov, Lichatsjov, Sjoekov ·
1976: Tsjoekanov, Tsjaplygin, Kaminski, Pikkuus ·
1980: Kasjirin, Logvin, Sjelpakov, Jarkin ·
1984: Bartalini, Giovannetti, Poli, Vandelli ·
1988: Ampler, Kummer, Landsmann, Schur ·
1992: Dittert, Meyer, Peschel, Rich